# Sabot
Sabot je posebno vodilo, ki se uporablja pri kroglah s precej manjšim premerom od notranjega premera cevi strelnega orožja. Manjša masa izstrelka prinese manj potrebnega smodniškega polnjenja in višje začetne hitrosti izstrelka. Ravno zaradi slednjega je princip pogosto uporabljen pri oklepnoprebojnih izstrelkih.
Namen sabota je dvojen: sabot se prilega premeru cevi in tako zajame smodniške pline, druga naloga pa je centriranje izstrelka v cevi. Sabot je sestavljen iz več ločenih ali šibko povezanih delov, ki objemajo izstrelek. Po zapustitvi cevi sabot tako zaradi zračnega upora razpade in se loči od izstrelka, ki ima zaradi dimenzij manjši zračni upor in zato lahko leti dlje. Saboti so izdelani iz plastike ali aluminija, v preteklosti pa so bili tudi leseni ali iz papirnate kaše.